# Хидроелектрана Зворник
Хидроелектрана Зворник се налази, као прва подигнута, на реци Дрини, припада привредном друштву Дринско - Лимске хидроелектране, пуштена је у рад 1955 године. Радови су започети 1948. године на 93. километру од ушћа Дрине у Саву, данас на територији општине Мали Зворник. Изградњом бране, на Дрини се формирало вештачко Зворничко језеро, дугачко око 25 километара, од Малог Зворника до Велике Реке.
Уз редовно одржавање и коришћење она је у овом периоду дала одговарајући допринос енергетском систему Србије. За својих 50 година непрекидног рада произвела је преко 22 милијарде кWh електричне енергије и пребацује план производње сваке године.

## Техничке карактеристике
Хидроелектрана је прибранско-проточно постројење, дужина саме бране је 166,5 метара, а укупна дужина рачунајући и машинске зграде износи 267 m. Грађевинска висина бране је 42 m, док је корисни пад 21,6 m.
Брана има осам преливних поља за пропуштање сувишних вода, слапиште дужине 32m за умиривање енергије воде која се прелива, а обезбеђена је и са 4 темељна испусна тунела за пропуштање речног наноса и вишка воде. Са десне стране у брани је тунел дуг 125 m и широк 2,5 m који служи за пропуштање балвана. На левој страни бране је изграђена рибља стаза, укупне дужине 160 m, чиме се води рачуна о риби која из река Дунава и Саве улазе у Дрину, а за време мрешћења допиру чак до њених изворишта.
Са сваке стране бране је по једна машинска зграда, у којима су смештена по два агрегата. Почетна инсталисана снага сваког агрегата, који се састоји од по једне турбине и генератора, износила је по 22,4 MW, што је давало укупну снагу од 86,6 MW. У новије време, подизањем горњег нивоа воде и продубљивањем корита Дрине испод бране, повећан је користан пад тако да је повећана снага агрегата на нешто више од по 24 MW, што у укупној снази износи 96 MW.
Турбине су типа Каплан са вертикалним вратилом снаге од по 30,400 KS, генератори су вертикални са ваздушним хлађењем. Комплетно управљање хидроелектраном је аутоматизовано и врши се из разводног постројења, које је смештено 600 m даље од бране.
У ХЕ Зворник обављени су радови комплетног сервиса на генераторима као и уградња система за надзор над радом електране. Студија под називом „Модернизација и могућност повећања снаге и производње у ХЕ Зворник“ урађена је 2002. године. Године 2015. Хидроелектрана Зворник званично је започела радове на ревитализацији постројења. Пуштањем у рад два ревитализована агрегата почетком 2018. године, снага постројења је повећана за скоро 15 мегавата.